# Paris-Nice 1974
Paris-Nice 1974 est la 32e édition de la course cycliste Paris-Nice. La course a lieu entre le 9 et le 16 mars 1974. La victoire revient au coureur néerlandais Joop Zoetemelk, de l'équipe Gan-Mercier, devant son coéquipier Alain Santy et Eddy Merckx (Molteni). Pour la première fois, l'épreuve est "Open" avec la participation de la sélection de Pologne.

## Participants
Cent-quarante coureurs, divisés en quatorze équipes, participent à cette édition du Paris-Nice : Gan-Mercier, Molteni, IJsboerke-Colner, Peugeot-BP-Michelin, Sélection de Pologne, MIC-Ludo-De Gribaldy, Merlin Plage-Flandria, Sonolor-Gitane, Bic, Rokado, Kas, Bianchi-Campagnolo, Magiglace-Juaneda, Jobo-Lejeune. L'épreuve est terminée par 71 coureurs.

## Étapes
| Étapes                | Date    | Villes étapes                    | Km     | Vainqueur d'étape             | Leader du classement général |
| --------------------- | ------- | -------------------------------- | ------ | ----------------------------- | ---------------------------- |
| Prologue              | 9 mars  | Saint-Fargeau-Ponthierry (clm)   | 6 km   | Eddy Merckx et Joseph Bruyère | Eddy Merckx                  |
| 1re étape             | 10 mars | Ponthierry - Orléans             | 209 km | Eddy Merckx                   | Eddy Merckx                  |
| 2e étape              | 11 mars | Sully-sur-Loire - Château-Chinon | 201 km | Bernard Thévenet              | Eddy Merckx                  |
| 3e étape              | 12 mars | Paray-le-Monial - Saint-Étienne  | 164 km | Cyrille Guimard               | Eddy Merckx                  |
| 4e étape              | 13 mars | Saint-Étienne - Orange           | 216 km | Eric Leman                    | Eddy Merckx                  |
| 5e étape              | 14 mars | Orange - Bandol                  | 214 km | Eddy Merckx                   | Eddy Merckx                  |
| 6e étape, 1er secteur | 15 mars | Carqueiranne - Mont Faron (clm)  | 21 km  | Joop Zoetemelk                | Joop Zoetemelk               |
| 6e étape, 2e secteur  | 15 mars | Toulon - Draguignan              | 112 km | Alfred Gaida                  | Alain Santy                  |
| 7e étape, 1er secteur | 16 mars | Seillans - Nice                  | 110 km | Rik Van Linden                | Alain Santy                  |
| 7e étape, 2e secteur  | 16 mars | Nice - Col d'Èze (clm)           | 9,5 km | Joop Zoetemelk                | Joop Zoetemelk               |

## Résultats des étapes

### Prologue
9-03-1974. Saint-Fargeau-Ponthierry, 6 km (clm).
Prologue disputé par des équipes de deux coureurs.
|   | Cycliste                       | Équipe           | Temps      |
| - | ------------------------------ | ---------------- | ---------- |
| 1 | Eddy Merckx et Joseph Bruyère  | Molteni          | 8 min 12 s |
| 2 | Rik Van Linden et Roger Swerts | Ijsboerke-Colner | + 5 s      |
| 3 | Alain Santy et Cees Bal        | Gan-Mercier      | + 8 s      |

### 1reétape
10-03-1974. Ponthierry-Orléans, 209 km.
|   | Cycliste           | Équipe               | Temps           |
| - | ------------------ | -------------------- | --------------- |
| 1 | Eddy Merckx        | Molteni              | 5 h 10 min 57 s |
| 2 | Ryszard Szurkowski | Sélection de Pologne | m.t.            |
| 3 | Rik Van Linden     | Ijsboerke-Colner     | m.t.            |

### 2eétape
11-03-1974. Sully-sur-Loire-Château-Chinon 201 km.
|   | Cycliste         | Équipe                | Temps           |
| - | ---------------- | --------------------- | --------------- |
| 1 | Bernard Thévenet | Peugeot-BP-Michelin   | 5 h 23 min 25 s |
| 2 | Georges Pintens  | MIC-Ludo-De Gribaldy  | m.t.            |
| 3 | Cyrille Guimard  | Merlin Plage-Flandria | + 1 s           |

### 3eétape
12-03-1974. Paray-le-Monial-Saint-Étienne 164 km.
|   | Cycliste         | Équipe                | Temps           |
| - | ---------------- | --------------------- | --------------- |
| 1 | Cyrille Guimard  | Merlin Plage-Flandria | 4 h 31 min 47 s |
| 2 | Willy Planckaert | Ijsboerke-Colner      | m.t.            |
| 3 | Rik Van Linden   | Ijsboerke-Colner      | m.t.            |

### 4eétape
13-03-1974. Saint-Étienne-Orange, 216 km.
|   | Cycliste           | Équipe               | Temps           |
| - | ------------------ | -------------------- | --------------- |
| 1 | Eric Leman         | Bic                  | 5 h 33 min 09 s |
| 2 | Rik Van Linden     | MIC-Ludo-De Gribaldy | m.t.            |
| 3 | Ryszard Szurkowski | Sélection de Pologne | m.t.            |

### 5eétape
14-03-1974. Orange-Bandol, 214 km.
Guimard est touché par un spectateur après le sprint final. Il se relève avec un poignet fracturé qui le handicape le reste de sa saison.
|   | Cycliste        | Équipe                | Temps           |
| - | --------------- | --------------------- | --------------- |
| 1 | Eddy Merckx     | Molteni               | 5 h 36 min 39 s |
| 2 | Cyrille Guimard | Merlin Plage-Flandria | m.t.            |
| 3 | Rik Van Linden  | IJsboerke-Colner      | m.t.            |

### 6eétape,1ersecteur
15-03-1974. Carqueiranne-Mont Faron, 21 km. (clm)
Le leader de la course, Merckx, souffre d'une bronchite et laisse son maillot blanc de leader.
|   | Cycliste         | Équipe              | Temps       |
| - | ---------------- | ------------------- | ----------- |
| 1 | Joop Zoetemelk   | Gan-Mercier         | 39 min 20 s |
| 2 | Bernard Thévenet | Peugeot-BP-Michelin | + 28 s      |
| 3 | Raymond Poulidor | Gan-Mercier         | + 30 s      |

### 6eétape,2esecteur
15-03-1974. Toulon-Draguignan, 112 km.
|   | Cycliste       | Équipe         | Temps           |
| - | -------------- | -------------- | --------------- |
| 1 | Alfred Gaida   | Rokado         | 3 h 01 min 16 s |
| 2 | Alain Santy    | Gan-Mercier    | m.t.            |
| 3 | Gérard Besnard | Sonolor-Gitane | + 44 s          |

### 7eétape,1ersecteur
16-03-1974. Seillans-Nice, 110 km.
|   | Cycliste           | Équipe               | Temps           |
| - | ------------------ | -------------------- | --------------- |
| 1 | Rik Van Linden     | IJsboerke-Colner     | 2 h 50 min 24 s |
| 2 | Ryszard Szurkowski | Sélection de Pologne | m.t.            |
| 3 | Jean-Paul Richard  | Gan-Mercier          | m.t.            |

### 7eétape,2esecteur
16-03-1974. Nice-Col d'Èze, 9,5 km (clm).
|   | Cycliste          | Équipe         | Temps       |
| - | ----------------- | -------------- | ----------- |
| 1 | Joop Zoetemelk    | Gan-Mercier    | 20 min 39 s |
| 2 | Joaquim Agostinho | Bic            | + 14 s      |
| 3 | Mariano Martinez  | Sonolor-Gitane | + 41 s      |

## Classements finals

### Classement général
|       | Cycliste           | Équipe               | Temps            |
| ----- | ------------------ | -------------------- | ---------------- |
| 1     | Joop Zoetemelk     | Gan-Mercier          | 33 h 16 min 55 s |
| 2     | Alain Santy        | Gan-Mercier          | + 29 s           |
| 3     | Eddy Merckx        | Molteni              | + 1 min 01 s     |
| 4     | Bernard Thévenet   | Peugeot-BP-Michelin  | + 1 min 26 s     |
| 5     | Raymond Poulidor   | Gan-Mercier          | + 1 min 33 s     |
| 6     | Mariano Martinez   | Sonolor-Gitane       | + 2 min 11 s     |
| 7     | Hennie Kuiper      | Rokado               | + 2 min 25 s     |
| 8     | Leif Mortensen     | Bic                  | + 3 min 08 s     |
| 9     | Miguel María Lasa  | Kas                  | + 3 min 29 s     |
| 10    | Rik Van Linden     | IJsboerke-Colner     | + 3 min 34 s     |
| ...20 | Ryszard Szurkowski | Sélection de Pologne | ...              |